# Bacanius therondi
Bacanius therondi är en skalbaggsart som beskrevs av Yves Gomy 1969. Bacanius therondi ingår i släktet Bacanius och familjen stumpbaggar. Inga underarter finns listade i Catalogue of Life.